# Фенимор (Висконсин)
Фенимор (енгл. Fennimore) град је у америчкој савезној држави Висконсин.

## Демографија
По попису из 2010. године број становника је 2.497, што је 110 (4,6%) становника више него 2000. године.
| Група             | 2000.         | 2010.         |
| Белци             | 2.357 (98,7%) | 2.435 (97,5%) |
| Афроамериканци    | 2 (0,1%)      | 3 (0,1%)      |
| Азијати           | 5 (0,2%)      | 13 (0,5%)     |
| Хиспаноамериканци | 18 (0,8%)     | 31 (1,2%)     |
| Укупно            | 2.387         | 2.497         |